# Scott Clemmensen
Scott Lee Clemmensen (* 23. Juli 1977 in Des Moines, Iowa) ist ein ehemaliger US-amerikanischer Eishockeytorwart, der den Großteil seiner aktiven Karriere bei den New Jersey Devils in der National Hockey League verbrachte. Nach seinem Karriereende im Juni 2015 blieb er dem Franchise als Torwart-Trainer erhalten.

## Karriere

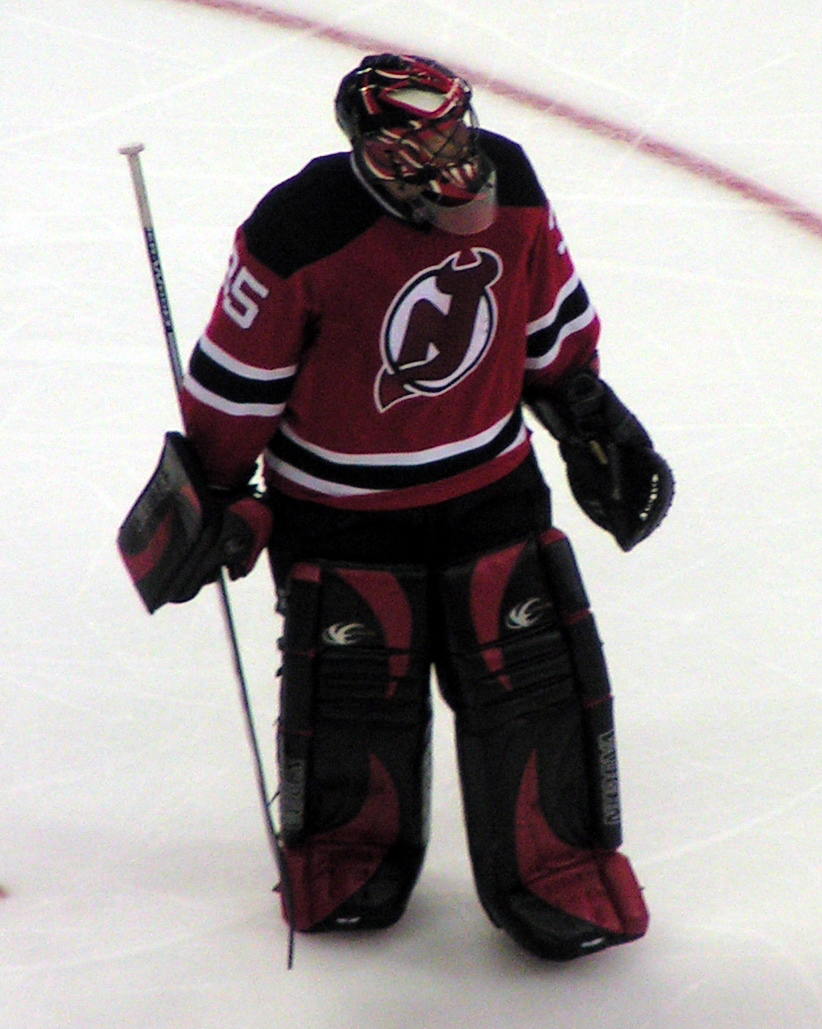
Clemmensen vor einem NHL-Spiel im November 2008

Der 1,91 m große Goalie spielte während seiner Juniorenzeit bei den Des Moines Buccaneers in der United States Hockey League. Beim NHL Entry Draft 1997 wurde Clemmensen als 215. in der achten Runde von den New Jersey Devils ausgewählt, verbrachte aber zunächst seine Collegezeit im Kader des Teams des Boston College, wo er im Spielbetrieb der National Collegiate Athletic Association zwischen den Pfosten stand. Insgesamt gewann er mit der Universitätsmannschaft drei Meisterschaften der Hockey East sowie einmal die Staatsmeisterschaft der NCAA, woran er mit seinen Leistungen maßgeblich beteiligt war und ins All-Star-Team des Turnieres gewählt wurde.
Bereits in der Saison 2001/02 absolvierte der US-Amerikaner seine ersten NHL-Einsätze für die Devils, die ihn zeitgleich auch bei ihrem Farmteam, den Albany River Rats, in der American Hockey League einsetzten. In den folgenden Jahren stand Clemmensen die meiste Zeit in der AHL auf dem Eis und wurde nur sporadisch als dritter Torhüter in der National Hockey League eingesetzt. 2007 unterschrieb er als Folge dessen einen Ein-Jahres-Vertrag beim Ligakonkurrenten Toronto Maple Leafs, die ihn allerdings ebenfalls die meiste Zeit in der AHL, jedoch bei ihrem eigenen Farmteam Toronto Marlies, spielen ließen. Mit den Marlies erreichte Clemmensen das Play-off-Finale der AHL Western Conference, welches die Mannschaft allerdings mit 1–4 Spielen gegen die Chicago Wolves verlor. Zur Saison 2008/09 kehrte der US-Amerikaner zu den New Jersey Devils zurück, in deren NHL-Kader er nach acht Spielen berufen wurde.
Von 2009 bis 2014 verbrachte er fünf Jahre bei den Florida Panthers, ehe er im Juli 2014 zu den New Jersey Devils zurückkehrte. Dort kam er in der Saison 2014/15 nur noch auf drei Einsätze, in dessen Folge er im Juni 2015 sein Karriereende verkündete und mit sofortiger Wirkung die Position des Torwart-Trainers der Devils übernahm.

### International
Clemmensen nahm mit der US-amerikanischen Nationalmannschaft an den Weltmeisterschaften 2009 und 2010 teil. Bei der Weltmeisterschaft 2009 war er dritter Torwart im Team USA hinter Robert Esche und Al Montoya. Hierbei blieb Clemmensen ohne Einsatz. Ein Jahr später wurde er erneut in den Kader berufen und kam als Stammtorwart zu sechs Einsätzen, in denen er eine Fangquote von 94,1 Prozent und einen Shutout erreichte.

## Erfolge und Auszeichnungen
| - 1998 Lamoriello-Trophy-Gewinn mit dem Boston College - 1998 Hockey East All-Rookie Team - 1999 Lamoriello-Trophy-Gewinn mit dem Boston College | - 2001 Lamoriello-Trophy-Gewinn mit dem Boston College - 2001 NCAA Championship All-Tournament Team - 2001 NCAA Division-I-Championship mit dem Boston College |